# Rudolph Joseph Rummel

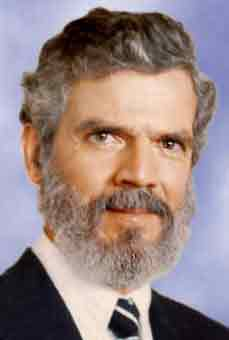
Rudolph Joseph Rummel

Rudolph Joseph Rummel (* 21. Oktober 1932 in Cleveland, Ohio; † 2. März 2014 in Kāneʻohe, Hawaii) war ein US-amerikanischer Politikwissenschaftler.
Er lehrte an der University of Hawaiʻi politische Wissenschaften und Geschichte. Als empirischer Forscher beschäftigte er sich mit der Theorie vom Demokratischen Frieden. Anhand statistischer Verfahren belegt er in seinen vielfältigen Studien unter anderem die Annahme, dass zwischen demokratischen Staaten weniger kriegerische Auseinandersetzungen stattfinden.

## Leben
Rummel studierte Politikwissenschaften an der Universität von Hawaii, wo er 1959 den BA (Bachelor of Arts), 1961 den MA (Master of Arts) erwarb. 1963 erlangte er an der Northwestern University in Evanston (Illinois) seinen Ph. D. (Doctor of Philosophy). Danach lehrte er an verschiedenen Universitäten: 1963 an der Indiana University, von 1964 bis 1966 an der Yale University und seit 1966 an der University of Hawaii. Er war bis zu seinem Tod Professor Emeritus der Politikwissenschaft in Hawaii.
Neben der akademischen Tätigkeit war Rummel engagiert als Berater des US-Militärs. So war er von 1965 bis 1966 im Special Operations Research Office tätig.
Rummel konzentrierte sich in seiner Forschungsarbeit hauptsächlich auf die geschichtlichen Bedingungen die zu kollektiver Gewalt und Krieg führen, mit dem Gedanken, die Vorgänge verstehen zu helfen und jene Konflikte vielleicht zu lösen oder gar zu verhindern. Die meisten seiner Bücher und Artikel beschäftigen sich vor allem mit diesem Thema. Für seine Arbeit im Bereich der Friedens- und Konfliktforschung erhielt er zahlreiche Auszeichnungen, wie z. B. den Susan Strange Award der International Studies Association 1999 oder den Lifetime Achievement Award der Conflict Processes Section der American Political Science Association 2003. Rummel wurde seit 1996 wiederholt für den Friedensnobelpreis vorgeschlagen. Seine Arbeit wurde durch Forschungsgelder von der National Science Foundation (1969–1974) oder der Advanced Research Projects Agency des Department of Defense (1967–1975) und anderen unterstützt.
Rummel prägte während seiner langjährigen Laufbahn neue Begriffe wie z. B. Demozid und bezog Stellung in der Diskussion um die Möglichkeit und Wahrscheinlichkeit eines Demokratischen Friedens. Politisch trat Rummel aktiv für den Krieg gegen den Terror ein und damit für den Afghanistan- und Irak-Krieg.

## Werk
Als empirischer Forscher beschäftigte sich Rummel vor allem mit Krieg, Genozid und politischem Massenmord. Seine vielfältigen Studien sind geleitet von der Annahme, dass das Ausmaß an Macht, das eine Regierung besitzt, die Wahrscheinlichkeit einer Kriegsteilnahme dieses Staates bedingt: je mehr Macht die Herrschenden besitzen, desto wahrscheinlicher ist es, dass das Land in eine kriegerische Auseinandersetzung gerät. Dementsprechend hängt die Friedlichkeit eines Staates von der Freiheit der Bürger ab. Dieser Gedanke entspricht der Theorie vom Demokratischen Frieden, die Rummel in seinen Studien empirisch belegt. Die Ergebnisse seiner Studien legen nahe, dass die Freiheit der Bürger in einer Demokratie die ökonomische und humane Entwicklung sowie wissenschaftlichen und technischen Fortschritt bewirkt. Außerdem verringere sie die Gefahr von Armut und Hungersnöten. Auch die innere politische Instabilität sowie die Gefahr von politischem Massenmord und Genozid durch die Regierung werde weniger, je demokratischer ein Staat ist. Schlussfolgernd sieht Rummel die politische Freiheit der Bürger als einziges Mittel gegen innere und äußere Gewalttätigkeit von Staaten. Demokratie sei das einzige Mittel gegen Krieg auf der Welt während zentrierte Macht Korruption, Armut und Tod fördere.
In dem Buch Death by Government (1994) geht Rummel der Theorie vom Demokratischen Frieden im Hinblick auf Demozid nach. Er analysiert vor allem Daten über das 20. Jahrhundert. Rummel stellt 39 Mio. Kriegsopfer weltweit (1900–1987) 170 Mio. Opfern von Demozid gegenüber. Die Zahlen setzen sich aus Schätzungen anderer Wissenschaftler (Small & Singer für die Jahre 1900–1980) sowie aus eigenen Schätzungen (für die Jahre 1980–1987) zusammen. Er analysiert und vergleicht die Daten aus 15 Regimen wie z. B. der UdSSR, dem kommunistischen China, Kambodscha unter den Roten Khmern, NS-Deutschland, oder Japan. Dabei listet er in zahlreichen Tabellen und Graphiken die Opfer nach Ort, Zeit und Umständen ihrer Ermordung sowie nach Tätern auf. Im ersten Kapitel fasst er für das 20. Jahrhundert die Mörder mit jeweils mehr als 1 Million Opfern in einer Rangliste zusammen. Gemessen in Millionen Opfern nennt er: Josef Stalin (43), Mao Zedong (38), Adolf Hitler (21), Chiang Kai-shek (10), Lenin (4), Tōjō Hideki (3,6), Pol Pot (2,4), Mengistu Haile Mariam (1,7), Yahya Khan (1,5) und Tito (1,1). Rummel formuliert die Annahme, dass Demozid von Demokratien so gut wie nie, in autoritären Staaten eher und in totalitären Staaten am ehesten begannen werden. Seine statistischen Analysen lassen ihn zu dem Schluss kommen, dass zentralisierte Macht der Hauptfaktor für einen Demozid ist. Andere Faktoren wie kulturelle Unterschiede, Religion, Ideologien oder Kampf um Ressourcen seien für das Verständnis einzelner Fälle wichtig, der Faktor Macht aber für alle. Rummel sieht die Vorteile der Demokratie zum einen in der Verteilung der Macht und der Pluralität der Interessen. Zum anderen fördere eine demokratische Kultur den Frieden. Diese entstehe durch freie Meinungsäußerung, Debatte und Kompromissfindung. Da alle Demokratien diese Werte teilen, kooperieren sie, statt gegeneinander in den Krieg zu ziehen, so die Erklärung. Das Buch erschien im Jahr 2003 in deutscher Übersetzung (Demozid - der befohlene Tod) mit einem Geleitwort von Yehuda Bauer (Gedenkstätte Yad Vashem). In dieser Ausgabe ist auch das Vorwort zur amerikanischen Ausgabe von Irving Louis Horowitz abgedruckt.
In seinem 1996 veröffentlichten Buch Power Kills befasst sich Rummel hauptsächlich mit dem Zusammenspiel von Demokratie und Krieg. Seine These ist, dass etablierte (stabile) Demokratien weniger zu Krieg und überhaupt zu Gewalt gegeneinander tendieren. Weiter verfolgen sie außenpolitisch eine weniger gewaltsame Linie und sind weniger anfällig für innere kollektive Gewaltausbrüche. Somit besteht weniger Gefahr für ein Auftreten von Demozid, je demokratischer eine Nation ist. Rummel erklärt die Anfälligkeit von Staaten für Krieg und Gewalt über ihre Machtverhältnisse. Je zentrierter und unkontrollierter Machtanhäufungen im Inneren einer Nation wachsen, desto größer ist auch die Gefahr einer gewaltsamen, kriegerischen Auseinandersetzung mit anderen Staaten. Rummels Fazit: „Power kills and absolute Power kills absolutely“ („Macht tötet, und absolute Macht tötet absolut“) Rummel sieht in der Demokratisierung die Chance zu einer friedlichen Welt, den „Demokratischen Frieden“. In der Demokratie sieht Rummel die Möglichkeit zur Kontrolle der Macht und so, im Gegensatz zu anderen Staatssystemen, die Verteilung und Dezentralisierung dieser. Seine These untermauert und veranschaulicht er mit zahlreichen Statistiken.
In dem Artikel Democracies are less warlike than other Regimes (Demokratien sind weniger kriegerisch als andere Regierungsformen) (European Journal of International Relations 1, 1995, S. 457–479) weist Rummel die gleichlautende These anhand von Daten nach, mit denen andere Wissenschaftler schon belegten, dass alle Regierungsformen mit etwa gleicher Wahrscheinlichkeit in einen Krieg verwickelt werden. In dieser Studie benutzt Rummel Daten von Small und Singer (1976, 1982), die die kriegerische Aktivität von 214 Staaten in den Jahren 1900–1980 dokumentieren (129 davon hatten kriegerische Auseinandersetzungen). Die Zahlen für die Jahre 1981–1987 hat Rummel selbst erhoben. Rummel misst im Gegensatz zu seinen Kollegen Small und Singer nicht die Häufigkeit des Auftretens von Kriegen (hier: Auseinandersetzungen mit insgesamt mehr als 1000 Toten) und auch nicht wie der Kollege Steve Chan (1984) die Anzahl der Kriegsjahre, sondern die Schwere der Auseinandersetzung, gemessen an den Opferzahlen. Deshalb kommt Rummel bei den gleichen Daten zu anderen Ergebnissen: im Vergleich zu autoritären und totalitären Regimen sind die Auseinandersetzungen bei Demokratien weniger folgenschwer. Mit statistischer Faktorenanalyse und anhand von Fallanalysen untermauert er die Annahme, dass der Friedlichkeit eines Staates kein übergeordneter Faktor wie Wohlstand zugrunde liegt.
Fazit seiner Untersuchungen ist: allein die Freiheit der Bürger sei ausschlaggebend für den Frieden. Daher seien demokratische Strukturen unbedingt zu fördern. Diesen Standpunkt legt Rummel auch in der Einleitung zu Power Kills dar:

“There is one solution to each and the solution in each case is the same. It is to foster democratic freedom and to democratize coercive power and force. That is, mass killing and mass murder carried out by government is a result of indiscriminate, irresponsible Power at the center. Or in terms of the title of this book, Power kills.”

„Es gibt eine Lösung für jeden Fall und in jedem Fall ist die Lösung dieselbe. Sie bedeutet, den Demokratischen Frieden zu fördern und unterdrückende Macht und Gewalt zu demokratisieren. Massenmord durch Regierungen ist ein Ergebnis ungeteilter, unverantwortlicher Macht im Zentrum. Oder, wie der Titel dieses Buches sagt: Macht tötet.“

In seinen zahlreichen Blogeinträgen regt Rummel Diskussionen zu seinen zentralen Themen wie Demokratie und  Frieden an und bezieht Stellung zum aktuellen Geschehen.
Was die ideologische Ausrichtung betrifft, bezeichnete sich Rummel selbst lange als libertär, sah sich aber zuletzt als „Freedomist“, der sich von den Libertären aufgrund unterschiedlicher Ansichten über Außenpolitik abgrenzen wollte. Während die Libertaristen für uneinschränkende internationale Beziehungen seien (jeder Staat kann machen was er will, solange er andere nicht angreift), war Rummel selbst der Ansicht, dass Freiheit und Demokratie international „gefördert“ werden sollten. So widersprach er beispielsweise Kritikern des Irak-Krieges George W. Bushs und verteidigte Demokratisierung als Prävention gegen Krieg und Demozid. So schrieb er in seinem Democratic Peace Blog:

“When President Bush calls for ‘fostering democracy,’ one should read this phrase as ‘helping a people cast off the chains the bind and the fear that paralyzes them’.”

„Wenn Präsident Bush dazu aufruft, die ‚Demokratie zu fördern‘, sollte man das lesen wie: ‚einem Volk zu helfen, sich von den Ketten, die sie binden, und der Angst, die sie lähmt, zu befreien‘.“

Freiheit und minimale Macht seitens der Regierung seien die Grundlage für Wohlstand, Frieden und Gerechtigkeit. 
So schrieb er in seinem Freedoms Blog:

“I am not an anarchist, but believe social justice means minimal government consistent with protecting and guaranteeing all have equal civil and political rights.”

„Ich bin kein Anarchist, aber ich glaube, soziale Gerechtigkeit bedeutet so wenig Regierung wie möglich bei Gewährleistung von Schutz und Garantie gleicher Rechte für alle Bürger.“

Die Auseinandersetzung mit den zivilen Katastrophen des 20. Jahrhunderts veranlassten den Forscher, eine fiktive alternative Geschichte zu schreiben. In seiner Roman-Serie Never Again (Nie wieder) unternimmt ein junges Paar eine Zeitreise in das Jahr 1906 mit dem Auftrag, alle Kriege, Völker- und Massenmorde des 20. Jahrhunderts zu verhindern. Begleitend gibt es das Sachbuch Never Again, dass die den Romanen zugrundeliegenden realen Ereignisse erläutert.

## Schriften
- Applied Factor Analysis, Evanston: Northwestern University Press 1970
- Dimensions of Nations, Beverly Hills, Sage 1976
- Peace Endangered: The Reality of Détente, Beverly Hills, Sage 1976
- Field Theory Evolving, Beverly Hills, Sage 1977
- Dynamics of Power: The US-USSR Arms Field, Honolulu: Department of Political Science, University of Hawaii 1977
- Understanding Correlation, Honolulu: Department of Political Science, University of Hawaii, 1978
- National Attributes and Behavior: Dimensions, Linkages and Groups, 1950–1965, Beverly Hills, Sage 1979
- Understanding Conflict and War, Vol. 1–5, Beverly Hills, Sage, 1975–1981 
  - Vol. 1: The Dynamic Psychological Field, 1975
  - Vol. 2: The Conflict Helix, 1976
  - Vol. 3: Conflict In Perspective, 1977
  - Vol. 4: War, Power, Peace, 1979
  - Vol. 5: The Just Peace, 1981
- Analyzing Population Policy and Demographic Change, Calcutta, Prajna 1981
- In The Minds of Men: Principles Toward Understanding and Waging Peace, Seoul, Sogang University Press 1984
- Freedom or Violence: On the Inverse Relationship between Political Freedom and Collective Violence, Honolulu, Department of Political Science, University of Hawaii 1986.
- Lethal Politics: Soviet Genocides and Mass Murders 1917–1987, Rutgers, New Jersey, Transaction Publishers 1990.
- The Conflict Helix: Principles and Practices of Interpersonal, Social, and International Conflict and Cooperation. Rutgers, New Jersey, Transaction Publishers 1991.
- China's Bloody Century: Genocide and Mass Murder Since 1900. Rutgers, New Jersey, Transaction Publishers 1991.
- Democide: Nazi Genocide and Mass Murder. Rutgers, New Jersey, Transaction Publishers 1992.
- Death by Government: Genocide and Mass Murder in the Twentieth Century, New Jersey, Transaction Publishers 1994. ISBN 1-56000-145-3
- The Miracle That Is Freedom. The Martin Institute, University of Idaho 1996.
- Statistics on Democide. Center on National Security and Law, University of Virginia 1997.
- Power Kills. Rutgers, New Jersey, Transaction Publishers 1997. ISBN 1-56000-297-2
- Saving Lives, Enriching Life: Freedom as a Right, and a Moral Good, Published on Rummels web site, 2001.
- "Demozid" - der befohlene Tod, mit einem Vorwort von Yehuda Bauer (= Wissenschaftliche Paperbacks, Band 12). Lit, Münster / Hamburg / London, 2. Aufl. 2006, ISBN 3-8258-3469-7.